# Milo Ventimiglia
Milo Anthony Ventimiglia (Anaheim, California, 8 de julio de 1977) es un actor estadounidense. Tras una serie de apariciones en series de televisión y películas independientes, se ganaría el reconocimiento internacional en papeles como el de Jess Mariano en la serie de televisión Las chicas Gilmore, que se emitió entre 2000 y 2007, luego al interpretar a Peter Petrelli en Heroes de 2006 a 2010 y posteriormente al interpretar a Jack Pearson, en la serie This Is Us de la NBC, de 2016 a 2022. 
Otros papeles de Ventimiglia incluyen a Richard Thorne en The Bedford Diaries de The WB, un papel recurrente como el interés amoroso de Meg Pryor en la serie de NBC American Dreams y el hijo de Rocky Balboa, Rocky Jr., en la sexta entrega de la franquicia, Rocky Balboa (2006), papel que repitió en Creed II (2018). También apareció como Ian Mitchell en la serie original de la empresa Crackle Chosen así como Sean Bennigan en The Whispers.

## Biografía

### Primeros años
Ventimiglia nació en Anaheim, California, hijo de Carol y Peter Ventimiglia, un veterano de Vietnam. Su padre es de origen siciliano y su madre es de ascendencia inglesa y escocesa. El más joven de tres hijos, tiene dos hermanas mayores, Leslie y Laurel. Ventimiglia nació con lo que él mismo ha descrito como "boca torcida" que es el resultado de nervios dañados en el lado izquierdo, lo que hace que ese lado permanezca inmóvil (al igual que, por cierto, el actor, Sylvester Stallone, con quien trabajó en Rocky Balboa).
Ventimiglia asistió al Modena High School en Orange, California donde luchó, actuó en producciones dramáticas y ocupó el cargo de presidente en gobierno estudiantil. Se graduó en 1995. A los dieciocho años de edad estudió en el American Conservatory Theater para su programa de verano. Luego estudió teatro en la Universidad de California en Los Ángeles.

### Carrera

#### Actuación
A los 18 años, Ventimiglia comenzó a acudir a audiciones. Su primer papel protagonista fue como un adolescente gay en Must Be the Music, un cortometraje lanzado como parte de  Boys Life 2 de Strand Releasing. A partir de allí, Ventimiglia estudió en UCLA antes de hacerse con un papel en The Fresh Prince of Bel Air. Ha participado en series de televisión como CSI: Crime Scene Investigation, Sabrina, the Teenage Witch, Law and Order: Special Victims Unit y Boston Public. Tuvo la parte del personaje principal, Jed Perry, en la serie de corta duración de FOX Opposite Sex.[cita requerida]

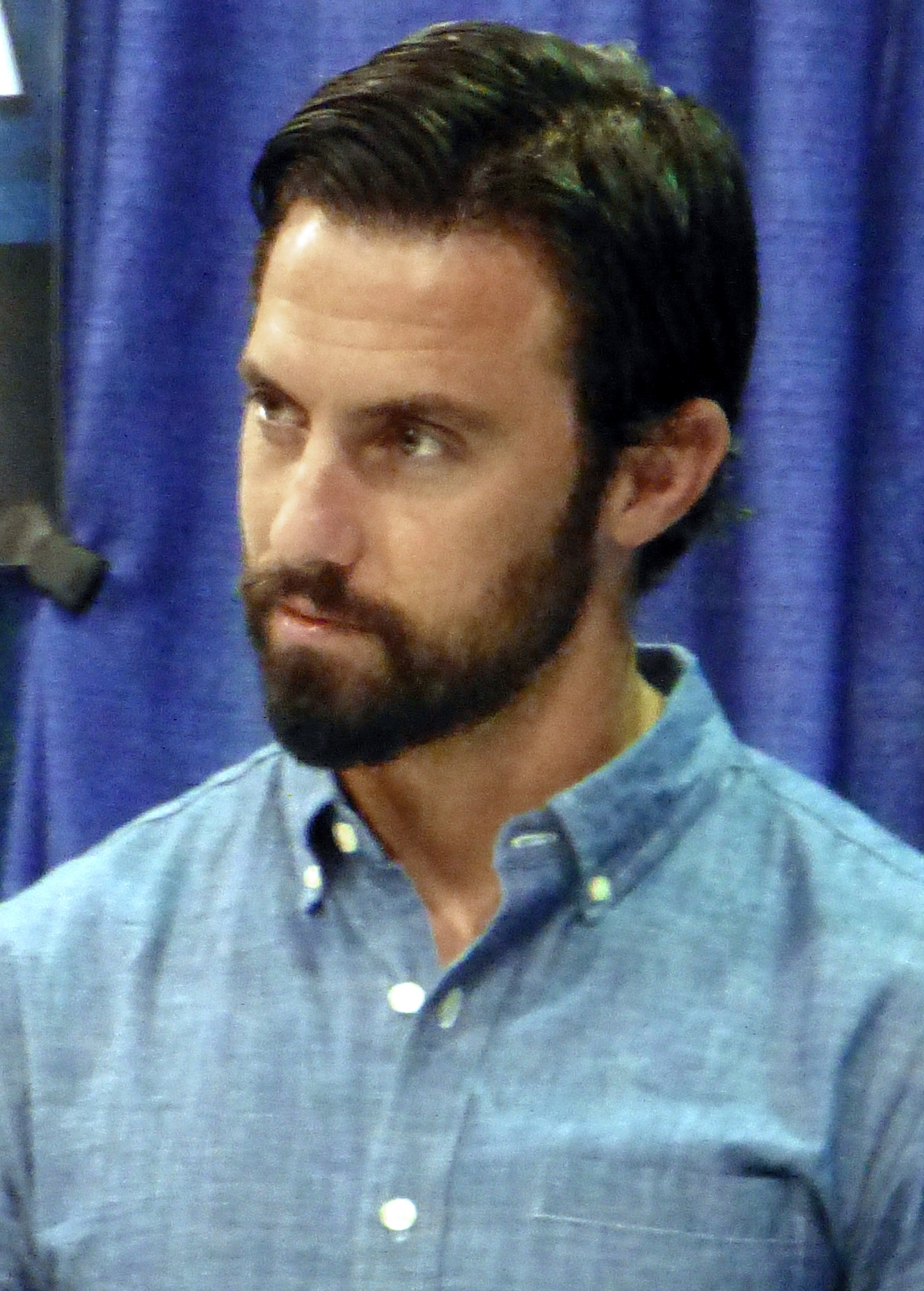
Milo en 2015

De 2001 a 2004, Ventimiglia interpretó al  adolescente Jess Mariano en Gilmore Girls; fue presentado en la segunda temporada como un miembro principal del reparto. En la cuarta temporada bajó a estrella invitada/miembro de reparto recurrente, y regresó por dos episodios en la sexta temporada. Firmó para un spin-off de Gilmore Girls llamado Windward Circle que debía centrarse en la relación entre Jess y su padre separado (interpretado por Rob Estes), pero la serie propuesta nunca se llevó a cabo.[cita requerida]
En la tercera y última temporada de American Dreams interpretó a Chris Pierce, el novio rebelde de Meg Pryor (Brittany Snow). Pierce y su madre soltera, Shelly (Daphne Zuniga), una conejita Playboy, se mudan a la casa junto a los Pryors. Pierce evade el examen médico para el alistamiento, temiendo verse obligado a luchar en la Guerra de Vietnam, donde el hermano mayor de Meg Pryor, J.J. (Will Estes), fue herido. En 2005 protagonizó la serie de reemplazo de media temporada The Bedford Diaries, para la que no tuvo que acudir a una audición. Los productores habían pensado únicamente en él, pero el show duró solo ocho episodios y fue una de las varias series no incorporadas por la recién formada cadena The CW. Durante su tiempo fuera de la televisión y el trabajo de producción, ha tenido papeles de apoyo en películas de terror como Cursed y Stay Alive así como papeles protagonistas en el cortometraje Intelligence y el largometraje Dirty Deeds. Recientemente, interpretó a Robert "Rocky Jr." Balboa, el hijo de Rocky Balboa, en la sexta entrega de Rocky en Rocky Balboa que fue lanzado en diciembre de 2006.[cita requerida]
Protagonizó como Peter Petrelli en el programa Heroes de NBC, un espectáculo sobre gente "corriente" que descubre que tiene superpoderes. Junto con su trabajo en Heroes, Ventimiglia también ha asumido otros proyectos. A mediados de 2007 protagonizó el interés amoroso de la cantante de pop/R & B Fergie en el video musical de "Big Girls Don't Cry". En 2008, protagonizó la película de terror Pathology. La película contó también con la actriz de Charmed Alyssa Milano, y fue dirigida por Marc Schoelermann para MGM.[cita requerida]
Después de trabajar con la dupla de directores-guionistas Mark Neveldine y Brian Taylor en Pathology, también apareció en la siguiente película de estos, Gamer. Ventimiglia también protagonizó el thriller apocalíptico, The Divide de Xavier Gens.

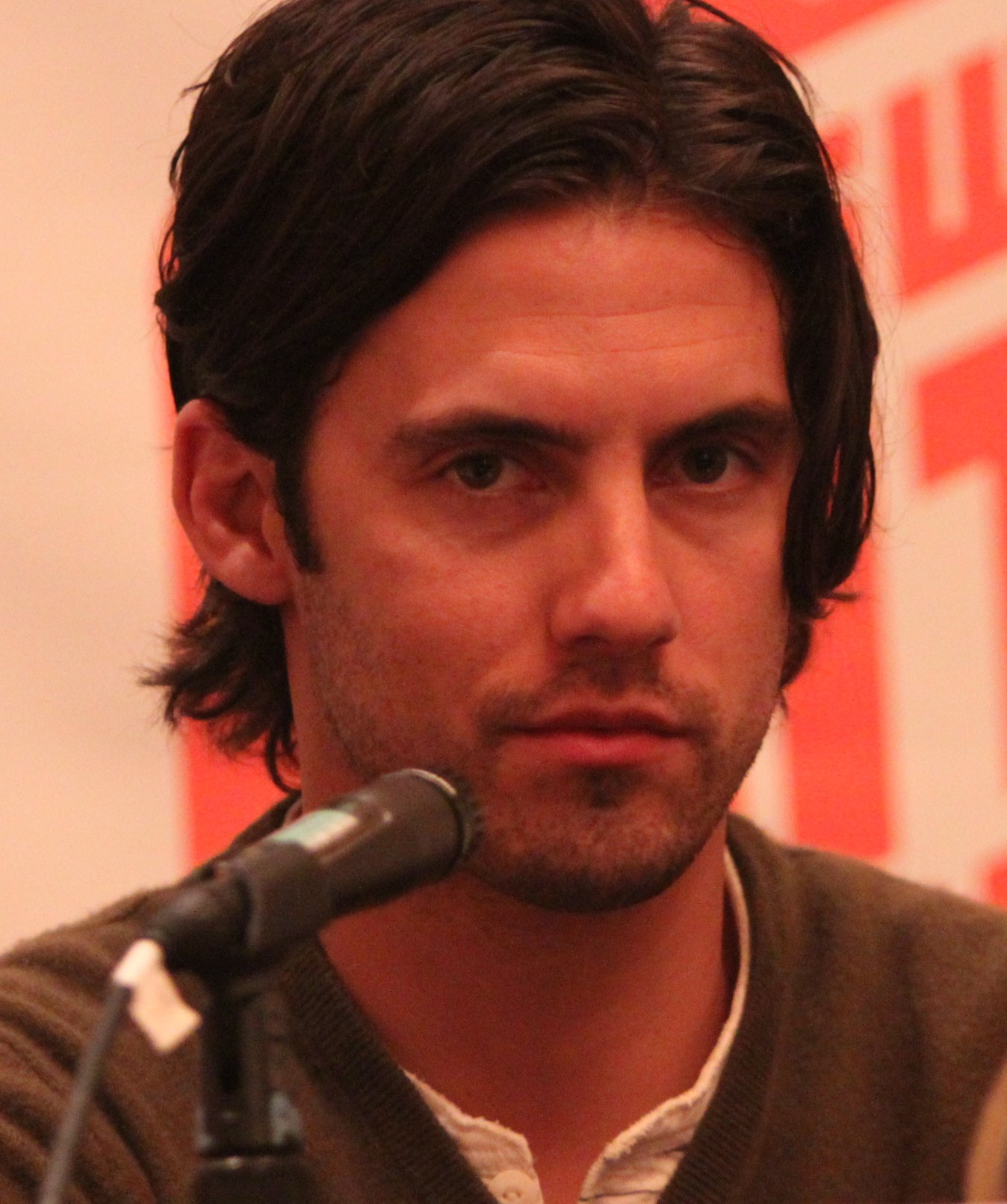
Ventimiglia en South by Southwest en 2010, hablando en las "Big Campaigns on Digital Dollars"

Ventimiglia fue la voz de Wolverine en el doblaje al inglés de la serie de anime Marvel Anime: Wolverine y repitió su papel en un episodio de Marvel Anime: Iron Man y un episodio de Marvel Anime: Blade. No volvió a la voz de Wolverine en Marvel Anime: X-Men, debido a que la serie retrata a un Wolverine más viejo, en su lugar Wolverine fue doblado por Steven Blum. Interpretó a Ned Stax, un ex marine, en Frank Darabont en la serie de corta duración de crimen Neo-noir drama Mob City de TNT. Ventimiglia protagonizó el thriller de suspenso Devil’s Gate, junto a Amanda Schull.

#### Trabajos de producción
Además de ser contratado como director de la segunda unidad para las campañas de imagen de 2003 y 2004 para la antigua WB Network, Divide Pictures (la compañía de producción que co-posee y opera con Russ Cundiff), Ventimiglia ahora está produciendo y desarrollando una miniserie en Internet llamada It's a Mall World como parte de una campaña de marketing para American Eagle Outfitters. Los webisodios deben comenzar a transmitirse el oficial de American Eagle, durante los episodios de la nueva temporada de la serie de MTV The Real World, y en las tiendas American Eagle en todo el país el 2 de agosto. De acuerdo con la página web de American Eagle, Ventimiglia estarán dirigiendo la serie, mientras que su amigo Cundiff será el productor. En 2005, Divide Pictures creó el DSC, o Divide Social Club, una red social en línea y global para personas con ideas afines cofundada por Ventimiglia con sus mejores amigos Cundiff y Dino DeMilio, un productor de radio de The Tom Leykis Show. Ventimiglia, Cundiff, y Divide Pictures se asociaron con Top Cow para producir la serie cómica REST que será una serie limitada mensual. El cómic se trata de John Barrett, un neoyorquino de cuello blanco cuya vida cambia cuando se vuelve adicto a una droga que le impide quedarse dormido. Divide también tiene un cómic llamado Berserker escrito por Rick Loverd.

### Vida privada

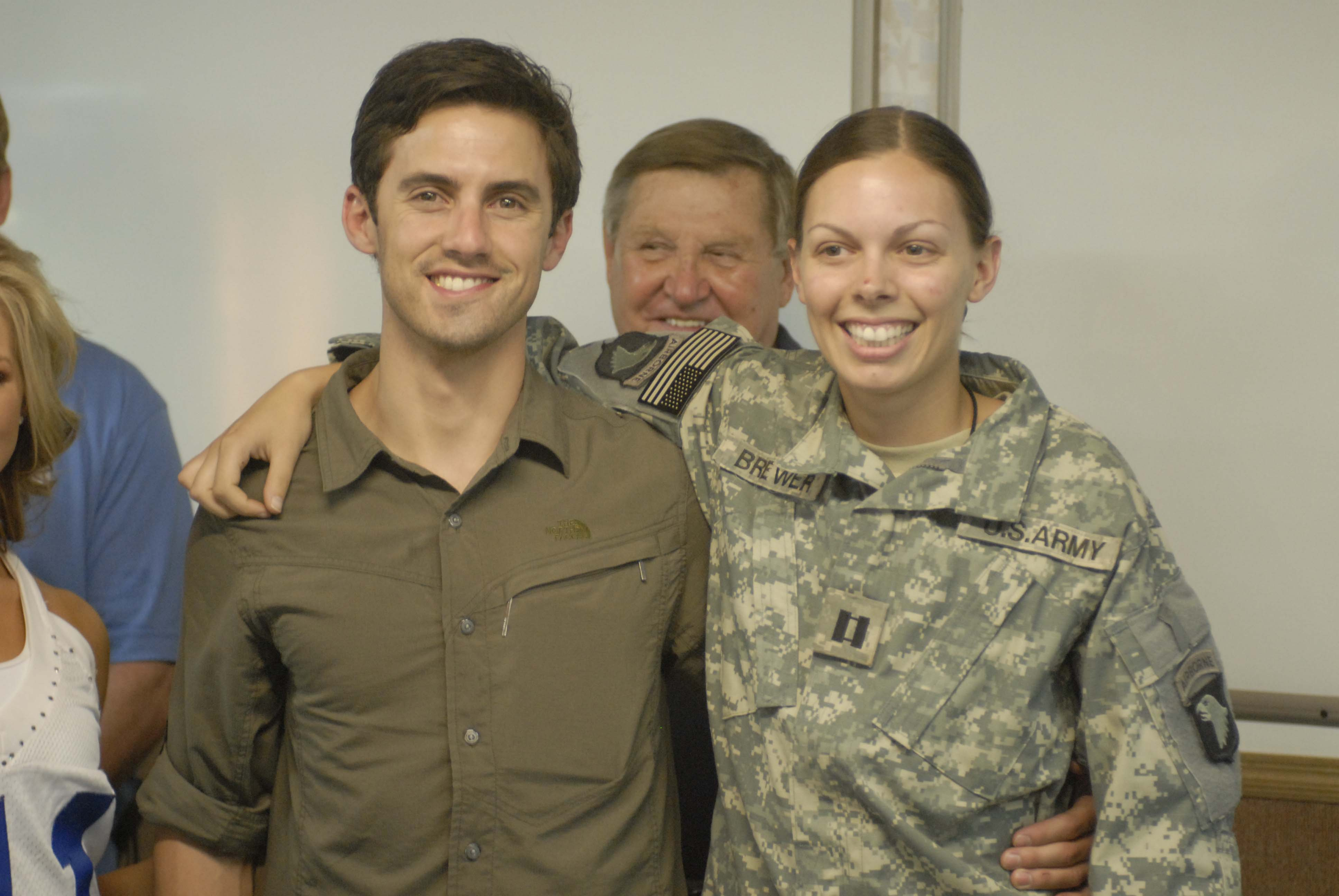
Ventimiglia en un viaje de USO en Camp Striker, Irak, en julio de 2008

Ventimiglia y su compañera en Gilmore Girls, Alexis Bledel, tuvieron una relación sentimental desde diciembre de 2002 a junio de 2006. Más tarde, Ventimiglia también saldría con su coestrella de Heroes, Hayden Panettiere, desde diciembre de 2007 a febrero de 2009.
Ventimiglia es un lacto-vegetariano de por vida y fue nombrado por People for the Ethical Treatment of Animals como el vegetariano más guapo en 2009.
El actor confesó no consumir cigarrillos ni tampoco beber alcohol. Es un admirador de la banda punk británica The Clash.
Ventimiglia realizó una gira de United Service Organization del 6 al 12 de julio de 2008 en apoyo de las tropas estadounidenses en Kuwait, Irak y Afganistán.

## Filmografía

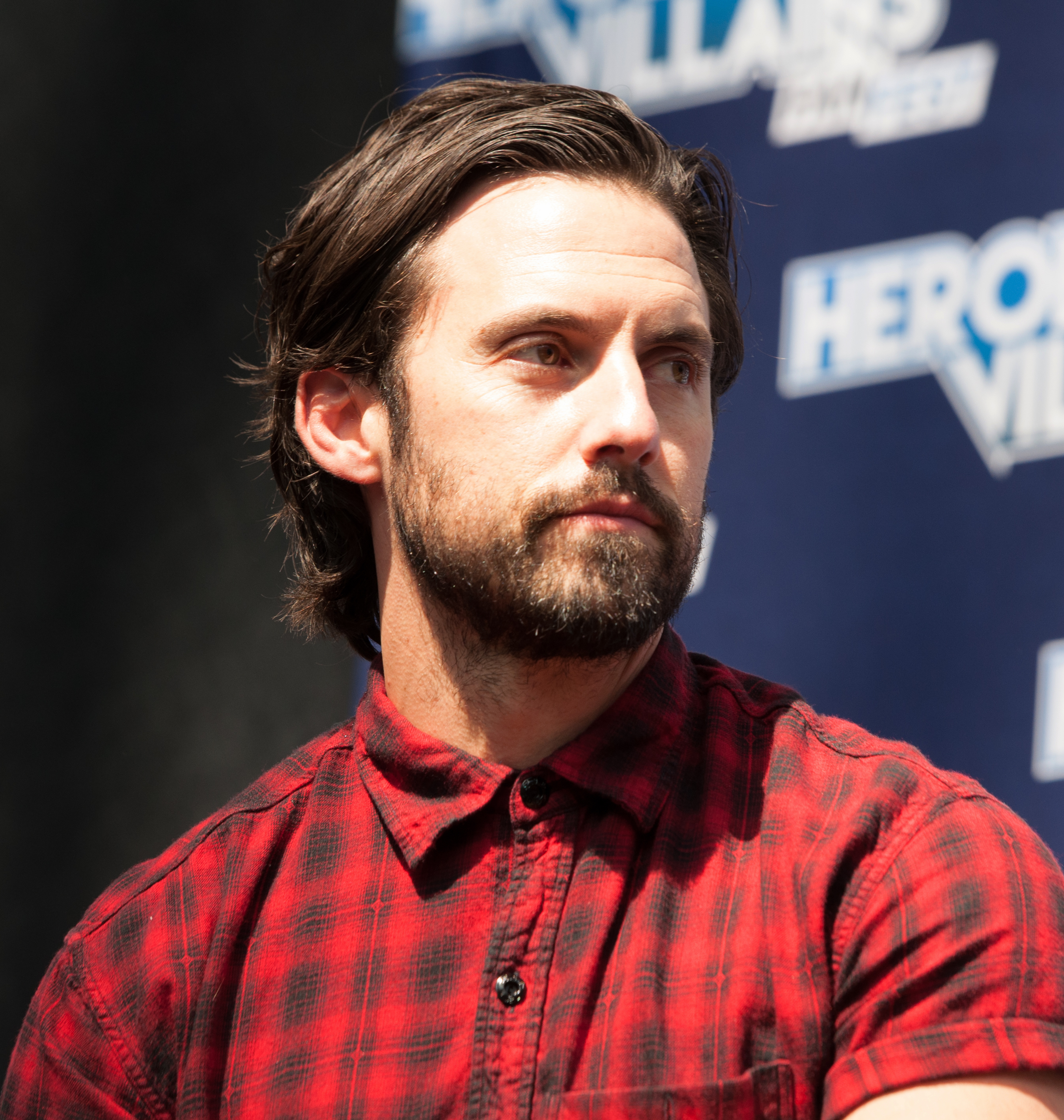
Milo en 2017.

### Cine
| Año  | Título                        | Papel                | Notas                         |
| ---- | ----------------------------- | -------------------- | ----------------------------- |
| 1997 | Boys Life 2                   | Jason                | Segmento: "Must Be the Music" |
| 1999 | She's All That                | Jugador de fútbol    |                               |
| 1999 | Speedway Junky                | Travis               |                               |
| 2000 | Massholes                     | Doc                  |                               |
| 2001 | Nice Guys Finish Last         | Josh                 | Cortometraje                  |
| 2003 | Winter Break                  | Matt Raymand         |                               |
| 2005 | Cursed                        | Bo                   |                               |
| 2005 | Dirty Deeds                   | Zach Harper          |                               |
| 2006 | Intelligence                  | Colin Mathers        | Cortometraje                  |
| 2006 | Stay Alive                    | Loomis Crowley       |                               |
| 2006 | Rocky Balboa                  | Robert Balboa Jr.    |                               |
| 2008 | Pathology                     | Dr. Ted Grey         |                               |
| 2009 | Gamer                         | Rick Rape            |                               |
| 2009 | Armored                       | Agente Jake Eckehart |                               |
| 2010 | Order of Chaos                | Rick                 |                               |
| 2011 | The Divide                    | Josh                 |                               |
| 2012 | That's My Boy                 | Chad Martin          |                               |
| 2012 | Static                        | Jonathan Dade        |                               |
| 2013 | Kiss of the Damned            | Paulo                |                               |
| 2013 | Grown Ups 2                   | Milo                 |                               |
| 2013 | Breaking at the Edge          | Ian Wood             |                               |
| 2013 | Killing Season                | Chris Ford           |                               |
| 2014 | Grace of Monaco               | Rupert Allan         |                               |
| 2014 | Tell                          | Ethan Tell           |                               |
| 2015 | Walter                        | Vince                |                               |
| 2015 | Wild Card                     | Danny DeMarco        |                               |
| 2016 | Madtown                       | Denny Briggs         |                               |
| 2017 | Sandy Wexler                  | Barry Bubatzi        |                               |
| 2017 | Devil’s Gate                  | Jackson Pritchard    |                               |
| 2018 | Creed II                      | Robert Balboa, Jr.   |                               |
| 2018 | Jefa por accidente            | Trey                 |                               |
| 2019 | The Art of Racing in the Rain | Denny Swift          |                               |
| 2024 | Land of Bad                   | Sargento mayor Sugar |                               |

### Televisión
| Año     | Título                            | Papel                   | Notas                                     |
| ------- | --------------------------------- | ----------------------- | ----------------------------------------- |
| 1995    | The Fresh Prince of Bel-Air       | Invitado a la fiesta #1 | Episodio: "Bourgie Sings the Blues"       |
| 1996    | Sabrina, the Teenage Witch        | Letterman               | Episodio: "Terrible Things"               |
| 1996    | Saved by the Bell: The New Class  | Greg                    | Episodio: "Hospital Blues"                |
| 1997    | EZ Streets                        | Cameron Quinn (joven)   | Episodio: "A Terrible Beauty"             |
| 1998    | Brooklyn South                    | Johnny Mancuso          | Episodio: "Hospital Blues"                |
| 1998    | Kelly Kelly                       | Steve Spencer           | Episodio: "Bye Bye Baby"                  |
| 1998    | One World                         | Eric                    | Episodio: "Community Service"             |
| 1999    | Promised Land                     | Tony Brackett           | Episodio: "In the Money"                  |
| 2000    | Opposite Sex                      | Jed Perry               | Protagonista; 8 episodios                 |
| 2000    | CSI: Crime Scene Investigation    | Bobby Taylor            | Episodio: "Friends & Lovers"              |
| 2001–06 | Gilmore Girls                     | Jess Mariano            | 37 episodios                              |
| 2003    | Windward Circle                   | Jess Mariano            | Piloto de TV fallido                      |
| 2003    | Boston Public                     | Jake Provesserio        | 3 episodios                               |
| 2003    | Law & Order: Special Victims Unit | Lee Healy               | Episodio: "Escape"                        |
| 2004–05 | American Dreams                   | Chris Pierce            | 12 episodios                              |
| 2006    | The Bedford Diaries               | Richard Thorne III      | Principal; 8 episodios                    |
| 2006–10 | Heroes                            | Peter Petrelli          | Principal; 70 episodios                   |
| 2008    | Robot Chicken                     | Green Arrow             | Episodio: "They Took My Thumbs" (voz)     |
| 2011    | Suite 7                           | Milo                    | Episodio: "That Guy"                      |
| 2011    | The Temp Life                     | Cook                    | 2 episodios                               |
| 2011    | Wolverine                         | Wolverine / Logan       | Principal; 12 episodios (voz)             |
| 2013    | Mob City                          | Ned Stax                | Principal; 6 episodios                    |
| 2013–14 | Chosen                            | Ian Mitchell            | Principal; 12 episodios                   |
| 2014    | Ultimate Spider-Man               | Spider-Man Noir         | 2 episodios (voz)                         |
| 2015    | Gotham                            | Jason Lennon / The Ogre | 3 episodios                               |
| 2015    | The PET Squad Files               | Cash Buggiardo          | 4 episodios                               |
| 2015    | The Whispers                      | Sean Bennigan           | Principal; 13 episodios                   |
| 2015    | The League                        | Agente Baker            | Episodio: "The Block"                     |
| 2016–22 | This Is Us                        | Jack Pearson            | Principal; 72 episodios                   |
| 2016    | Gilmore Girls: A Year in the Life | Jess Mariano            | 2 episodios                               |
| 2022–23 | La maravillosa Señora Maisel      | Slyvio, hombre apuesto  | 2 episodios                               |
| 2023    | The Company You Keep              | Charlie Nicoletti       | 10 episodios, también productor ejecutivo |

### Podcasts

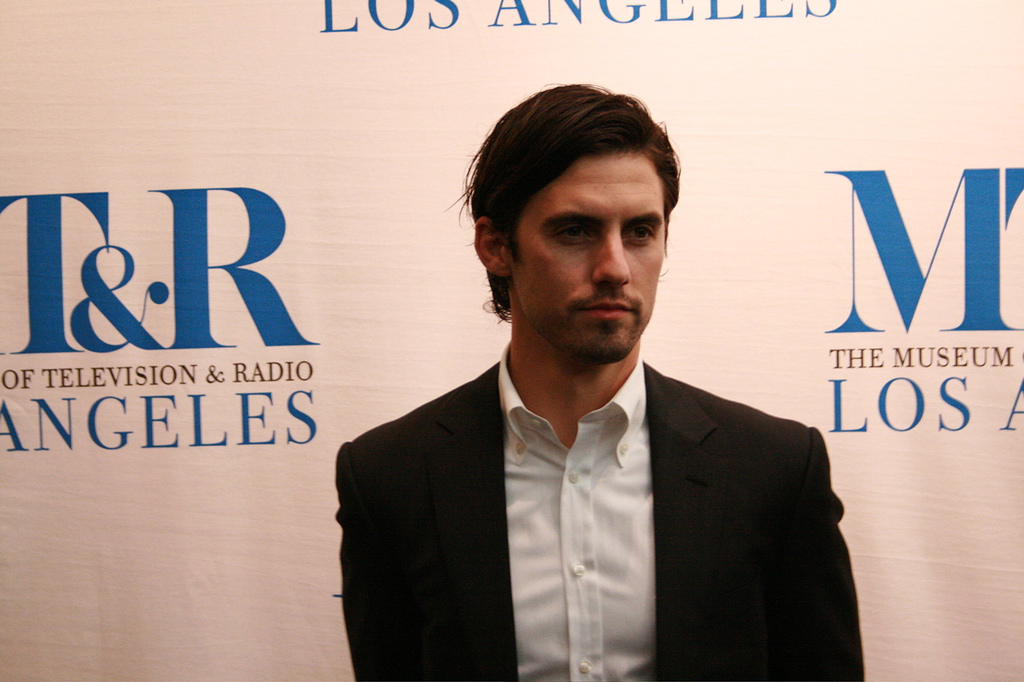
Ventimiglia en William S. Paley Festival por Heroes.

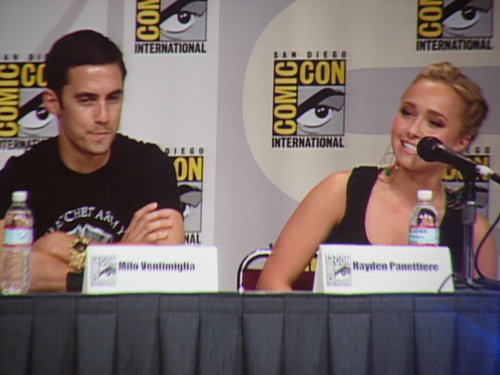
Ventimiglia con su coestrella de Heroes Hayden Panettiere (derecha).

| Año  | Título            | Papel          | Director    | Notas/Ref.  |
| ---- | ----------------- | -------------- | ----------- | ----------- |
| 2021 | Strawberry Spring | Kevin Hartigan | Lee Metzger | 8 episodios |

| Año  | Título                   | Papel           | Notas |
| ---- | ------------------------ | --------------- | ----- |
| 2011 | X-Men: Destiny           | Grant Alexander |       |
| 2025 | Call Of Duty Black Ops 7 | David Mason     |       |

### Otros créditos
| Año  | Título                    | Notas                                |
| ---- | ------------------------- | ------------------------------------ |
| 2007 | It's a Mall World         | Miniserie; 13 episodios              |
| 2009 | Dave Knoll Finds His Soul |                                      |
| 2010 | Ultradome                 | Episodio: Han Solo vs. Indiana Jones |
| 2011 | Suite 7                   | Episodio: "That Guy"                 |

| Año     | Título                    | Notas                             |
| ------- | ------------------------- | --------------------------------- |
| 2007    | It's a Mall World         | Productor; 13 episodios           |
| 2007    | Winter Tales              | Productor                         |
| 2009    | Dave Knoll Finds His Soul | Productor ejecutivo               |
| 2010    | Ultradome                 | Productor ejecutivo; 3 episodios  |
| 2011    | Suite 7                   | Productor; episodio: "That Guy"   |
| 2012    | Static                    | Productor ejecutivo               |
| 2013    | The PET Squad Files       | Productor ejecutivo; 6 episodios  |
| 2013–14 | Chosen                    | Productor ejecutivo; 18 episodios |
| 2014    | Tell                      | Productor                         |

| Año  | Título    | Notas     |
| ---- | --------- | --------- |
| 2010 | Ultradome | Cocreador |

## Premios y nominaciones
| Año  | Premio                                         | Categoría                                                      | Trabajo       | Resultado |
| ---- | ---------------------------------------------- | -------------------------------------------------------------- | ------------- | --------- |
| 2004 | Bravo Otto                                     | Best Male TV Star                                              | Gilmore Girls | Nominado  |
| 2007 | Teen Choice Awards                             | Choice Drama TV Actor of the Year                              | Héroes        | Nominado  |
| 2007 | Scream Awards                                  | Best TV Superhero                                              | Héroes        | Nominado  |
| 2008 | Teen Choice Awards                             | Choice Action or Adventure TV Actor of the Year                | Héroes        | Ganador   |
| 2008 | Monte-Carlo Television Festival                | Golden Nymph Award for Best Actor in a Drama Series            | Héroes        | Nominado  |
| 2009 | Saturn Awards                                  | Best Television Supporting Actor                               | Héroes        | Nominado  |
| 2014 | International Academy of Web Television Awards | Best Male Performance in a Drama Television Series             | Chosen        | Ganador   |
| 2017 | Primetime Emmy Awards                          | Outstanding Lead Actor in a Drama Series                       | This Is Us    | Nominado  |
| 2017 | Online Film & Television Association Awards    | Best Television Drama Series Actor                             | This Is Us    | Nominado  |
| 2017 | People's Choice Awards                         | Favorite Actor In A New TV Series                              | This Is Us    | Nominado  |
| 2017 | Teen Choice Awards                             | Choice Drama TV Actor of the Year                              | This Is Us    | Nominado  |
| 2018 | Primetime Emmy Awards                          | Outstanding Lead Actor in a Drama Series                       | This Is Us    | Nominado  |
| 2018 | Gold Derby Awards                              | TV Drama Series Actor of the Year                              | This Is Us    | Nominado  |
| 2018 | Gold Derby Awards                              | TV Ensemble of the Year                                        | This Is Us    | Nominado  |
| 2018 | Online Film & Television Association Awards    | Best Television Drama Series Actor                             | This Is Us    | Nominado  |
| 2018 | Screen Actors Guild Awards                     | Outstanding Performance by a Cast in a Television Drama Series | This Is Us    | Ganador   |
| 2019 | Primetime Emmy Awards                          | Outstanding Lead Actor in a Drama Series                       | This Is Us    | Nominado  |
| 2019 | Critics' Choice Awards                         | Best Television Drama Series Actor                             | This Is Us    | Nominado  |
| 2019 | People's Choice Awards                         | Favorite Male TV Star of the Year                              | This Is Us    | Nominado  |
| 2019 | Screen Actors Guild Awards                     | Outstanding Performance by a Cast in a Television Drama Series | This Is Us    | Ganador   |